# 曽我部英理
曽我部 英理（そがべ えり、1995年8月29日 - ）は、日本の元女性声優、元舞台女優。埼玉県出身。

## 略歴・人物
中学生の時にアニメ『BLEACH』の井上織姫を演じる松岡由貴に惹かれ、声優に興味を持つようになる。その後高校3年の時に劇団四季の「ライオン・キング」に感激し、舞台俳優にも興味を持ったため、両方を目指せる日本工学院八王子専門学校 声優・演劇科に入学。
在学中である2014年に、アース・スター エンターテイメントが主催した国民的声優グランプリにて奨励賞を受賞し、以後アース・スター ドリームのメンバーとして活動。グループ内でのイメージカラーはオレンジ色。
所属していたアース・スター エンターテイメントの声優・タレント事業撤退に伴い、2018年3月31日をもって事務所を退所した。以降はフリーランスとして活動。4月からはトライストーン・エンタテイメントが運営する俳優養成所のトライストーン・アクティングラボに入所し、演技を学んでいる。2020年10月27日、自身のブログおよびtwitterにて、同年12月6日の舞台『書く描く詞か字か』への出演を以って俳優業を引退することを発表した。
好きなアニメは『ONE PIECE』。
2023年9月27日、アース・スター ドリームで共にメンバーだった中島由貴と愛原ありさが曽我部の結婚式へ参加したことをXへポストした。

## 出演
太字はメインキャラクター。

### テレビアニメ
- あにトレ！シリーズ（2015年 - 2016年、アンダルシア）
- うさかめ（2016年、馬場みやこ[8]、女子生徒B）

### OVA
- 高宮なすのです!（2015年、馬場みやこ）

### ゲーム
- 遥かなる異郷グランヴィリア（2017年、フローレンス、ハーピア）
- WAR OF BRAINS（2018年、次元の番人 キャットガール）

### ドラマCD
- アース・スター ドリーム シチュエーションドラマCDシリーズ「冬」（2016年、染野谷絵麻）

### ラジオ
※はインターネット配信。
- A&G ARTIST ZONE アース・スター ドリームのTHE CATCH（2015年4月6日 - 6月29日、※超!A&G+）

### 舞台
- 舞台版てーきゅう〜先輩とめぐりあう時間たち〜ディレクターズカット（2016年3月16日 -21日、日本芸術専門学校大森校劇場） - 鈴木あやこ 役（ダブルキャスト）
- ミュージカル座
  - ミュージカルコメディ トラブルショー（2017年2月21日 - 27日、IMAホール） - ポピー小池 役[9]（ダブルキャスト）
  - ひめゆり（2017年7月13日 - 18日、シアター1010） - とし 役[10]（ダブルキャスト）
  - スター誕生（2018年1月10日 - 14日、キンケロ・シアター） - 後藤順子（芸名：朝比奈ミキ／新人女性歌手） 役[11]（ダブルキャスト）
- 舞台版 華枕〜願い巡りて〜（2018年4月11日 - 15日、ラゾーナ川崎プラザソル） - ナデシコ 役[12]
- 新聞物語 ～Leading Live～（2018年5月9日 - 10日、野方区民ホール） - 櫻井美琴 役
- QuartZ -クォーツ-（2018年7月12日 - 16日、TACCS1179） - イロナ 役[13]
- お前、今日から神様な/書く描く詞か字か（2018年12月7日 - 9日、アトリエファンファーレ高円寺） - 春野美鈴 役
- 白と黒の同窓会〜まさかのダブルブッキング編〜（2019年2月8日 - 11日、新宿シアターモリエール） - 萌子 役
- トライストーン・アクティングラボ第7公演「SkaGhost」（2019年3月8日 - 10日、キンケロ・シアター） - 黄瀬 役[注 1]
- ProjectToDo リーディングライブ「虚構夢想」（2019年6月20日 - 21日、野方区民ホール） - 「共夢の彼方」白崎琴音 役 / 「虚構夢想」姫路あかね 役
- 虹の塒（ねぐら）（2019年7月17日 - 21日、シアターバビロンの流れのほとりにて） - セラ 役
- ある日の通り雨と共に。（2019年8月21日 - 25日、新宿村LIVE）
- スリーアウト-サヨナラ篇-（2019年9月14日 - 29日、新宿シアターモリエール）

## ディスコグラフィ

### キャラクターソング
| 発売日  | 商品名                       | 歌 | 楽曲               | 備考                           |
| 2016年  | 2016年                       | 2016年                                                                                                  | 2016年             | 2016年                         |
| ------- | ---------------------------- | --- | ------------------ | ------------------------------ |
| 5月25日 | 走れ！うさかめ高校テニス部!! | うさかめ高校テニス部 feat. 古平たすく（高尾奏音）、馬場みやこ（曽我部英理）、色葉似ほへと（愛原ありさ） | 「青春サーフDays」 | テレビアニメ『うさかめ』関連曲 |